# Anti-Trumpbeweging

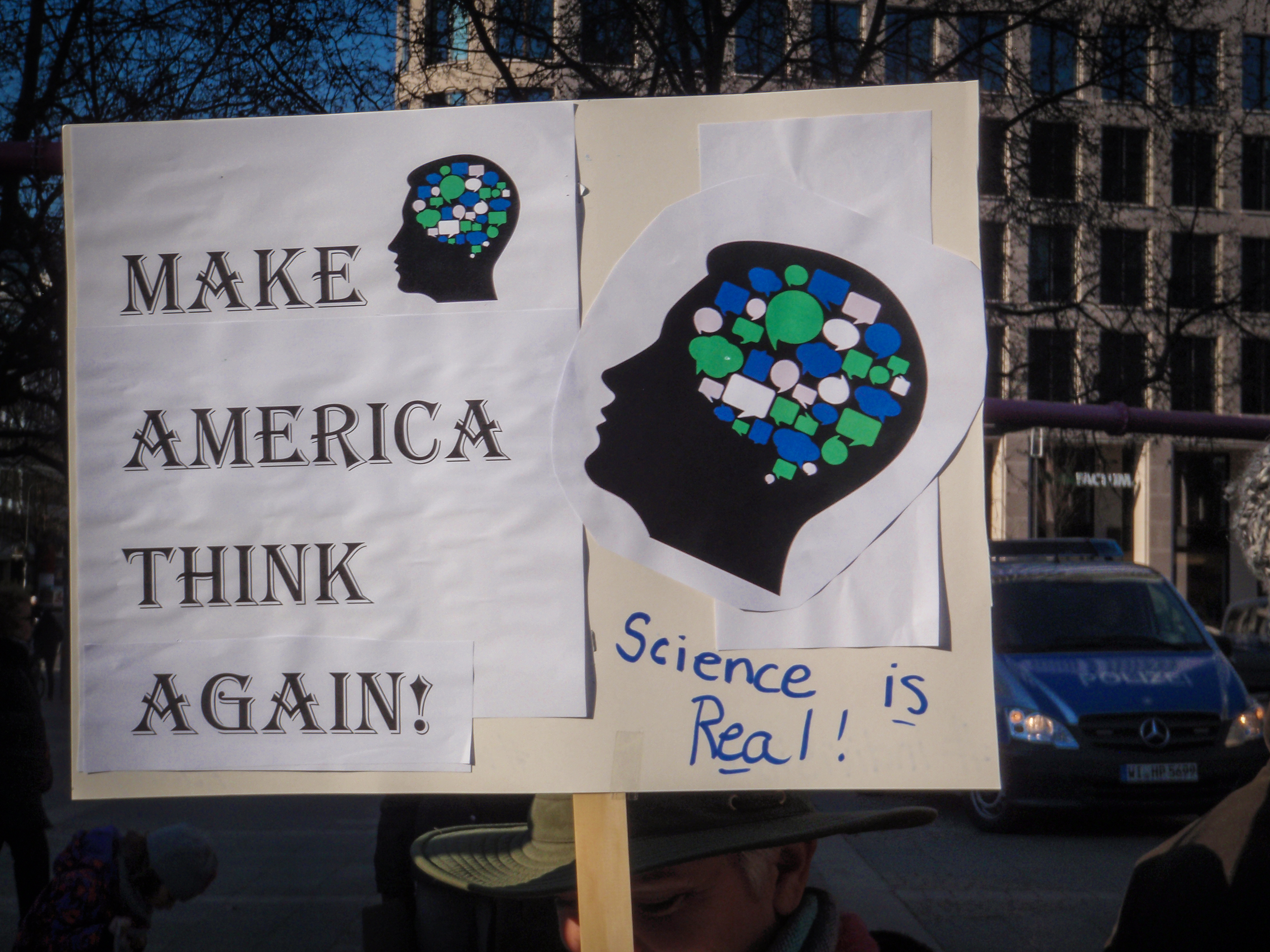
Opschrift tijdens de Women's March 2017, waarop te lezen staat "Make America Think Again: Science is real". Hierbij wordt gezinspeeld op de slogan Make America Great Again en wordt de post-truth politics van Trump gehekeld

Met de term anti-Trumpbeweging wordt in dit artikel de maatschappelijke tegenkanting bedoeld tegen het beleid en de standpunten van de Amerikaanse president Donald Trump.
De beweging tegen Trump kwam op gang tijdens de Amerikaanse presidentsverkiezingen in 2016 zodra bekend werd dat Donald Trump zich kandidaat zou stellen voor het presidentschap en hield aan na zijn verkiezingsoverwinning. Het verzet situeert zich zowel binnen Amerika als daarbuiten. De weerstand wordt onder andere gevoed door zijn standpunten omtrent immigratie, ecologisme, vrouwenrechten, LGBT-rechten en burgerlijke vrijheden. Ook acties in zijn hoedanigheid als president wekken controverse op, bijvoorbeeld zijn beslissing om uit het Klimaatakkoord van Parijs te stappen en het inreisverbod voor inwoners van enkele landen waarvan de bevolking in grote meerderheid moslim is.
De anti-Trumpbeweging is een decentrale verzameling van verschillende natiestaten, organisaties, burgerinitiatieven, politici en opiniemakers. Hieronder valt ook de informele beweging die bekend staat als "Dump Trump", de "Never Trump Movement", "anti-Trump" of de "Stop Trump Movement". Dit zijn benamingen groepen van prominente Republikeinse en andere conservatieven die gepoogd hebben de benoeming van Trump tot presidentskandidaat voor de Republikeinse partij tegen te houden.

## Verzet van politici
Trump krijgt veel verbale tegenkanting van andere politici, zowel in binnen- als buitenland. Dit gaat zo ver dat de term appeasement een herintrede maakte in de media vanaf januari 2017 toen Donald Trumps ambtsperiode als President van de Verenigde Staten inging. Trump voerde meteen enkele opzienbarende besluiten door, die zowel binnen als buiten de Verenigde Staten voor ernstige ongerustheid zorgden. In binnen- en buitenlandse media en politiek laaide de discussie op of het nu beter was zich eenduidig te verzetten tegen Trumps politiek, dan wel te laten begaan (appeasement) uit angst om escalaties te vermijden. Bij deze discussie worden ook parallellen getrokken met de opkomst van Adolf Hitler en het fascisme, en de appeasementpolitiek in de late jaren 30.

### Buitenlandse politici
Trump roept op internationaal niveau weerstand op bij politici. Zo riep de Duitse minister van Buitenlandse Zaken Sigmar Gabriel (SPD) zijn mede-Europeanen in de Duitse krant Rheinische Post op om zich actief te verzetten tegen de politiek van de Amerikaanse president. Gabriel stelt onder meer dat Trump de klimaatverandering versnelt door het ontkennen ervan en hekelt het gegeven dat Trump wapens verkoopt in crisisgebieden en dat hij religieuze conflicten niet politiek wil oplossen, waardoor hij de vrede in Europa in gevaar brengt.
Ook de isolationistische koers van Trump stuit op veel weerstand, met name in Europa. Gabriel stelt bijvoorbeeld dat de machtsverhoudingen in de wereld veranderen, en dat het westen kleiner is geworden, of op zijn minst zwakker indien Trump nationale belangen boven de internationale orde stelt. Dit is een rechtstreekse kritiek op de beruchte uitspraak "America First!" die president Trump tijdens en na zijn verkiezingscampagne gebruikte. François Hollande, de toenmalige president van Frankrijk, gaf Trump zijn mening een gesprek omtrent democratische principes en het gevaar van protectionisme: zichzelf terugtrekken als natie is volgens Hollande een doodlopend steegje. De opvolger van Hollande, Emmanuel Macron, neemt ook uitdrukkelijk een standpunt in met betrekking tot Trump. Zo confronteert hij hem met een Engelstalige speech, waarbij de woorden "Make our planet great again" gebruikt. CNN stelt dat Macron de eerste wereldleider is die zich zo onomwonden uitspreekt tegen president Trump, hoewel de visie van Macron overeenstemt met die van veel andere Europese politici.
De burgemeester van Londen, Sadiq Khan, riep in het begin van juni 2017 op om een petitie te tekenen tegen het staatsbezoek van president Trump aan het Verenigd Koninkrijk. Deze petitie werd meer dan 1,8 miljoen keer ondertekend. Khan en Trump gingen reeds meerdere malen met elkaar in de clinch. Khan herhaalde de onwenselijkheid van een officieel bezoek van Trump aan het Verenigd Koninkrijk in een tweet op 30 november 2017, na diens opzienbarende retweet van een antimoslimvideo aan de leiding van de extreemrechtse partij Britain First. "Een marginale groep die er alleen op uit is verdeeldheid en haat in ons land te zaaien".
De overheid van Iran ageert - in tegenstelling tot regimes zoals Pakistan en Saudi-Arabië - zeer sterk tegen het beleid van de Verenigde Staten. Zo wordt de beslissing om Iraanse reizigers de toegang tot de Verenigde Staten te ontzeggen, een beschamende daad genoemd. Iran keert zich al enkele decennia af van de Verenigde Staten en deze afkeer lijkt nu nog groter te worden. Het soennitische Saudi-Arabië daarentegen stelt zich als bevriend regime van Trump op en kan zich zo eveneens lijnrecht positioneren tegenover traditionele aartsvijand Iran, dat de bakenstaat van het sjiisme is.
Ook Noord-Korea reageert vijandig op het beleid van president Trump, waarbij de twee partijen elkaar in de eerste helft van 2017 meermaals provoceerden. Zo stuurde president Trump een marinevloot naar Zuid-Korea en hield het Noord-Koreaanse regime meermaals raketoefeningen.

### Politici in de Verenigde Staten

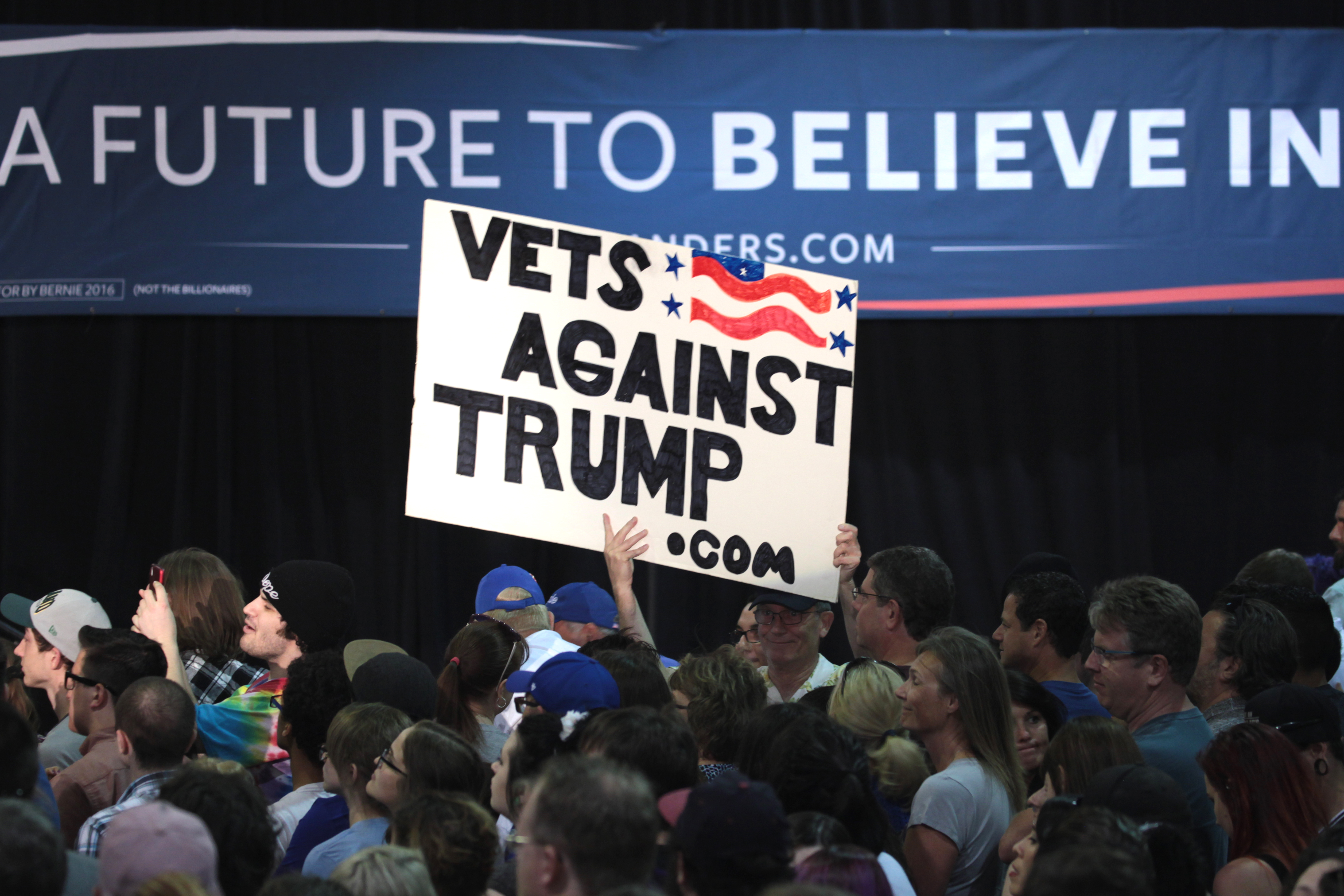
Een protestbord gericht tegen Donald Trump op een bijeenkomst van democratisch presidentskandidaat Bernie Sanders

Als president van de Verenigde Staten roept Trump ook veel weerstand op bij politici op nationaal niveau. Zo stelde Trump in 2017 bijvoorbeeld - ter verdediging van zijn beslissing om uit het Klimaatakkoord van Parijs te stappen - dat hij de president van de inwoners van Pittsburgh was, en niet die van Parijs. De burgemeester van Pittsburgh, Bill Peduto, reageerde furieus en stelde dat hij geschokt was dat de president zijn stad misbruikte om zijn onaanvaardbare beslissing te verantwoorden: "ik was een van de burgemeesters die naar Parijs zijn gegaan om te vechten voor de akkoorden, en mijn stad, die eindelijk is teruggekomen na een decennialang industrieel bloedbad, zal er alles aan doen om haar eigen milieustandaarden te promoten". Ook haalt Peduto aan dat tachtig procent van zijn inwoners gestemd hebben op Hillary Clinton, de Democratische tegenkandidate van Trump.
Ook in de staat Californië is de verzetsbeweging tegen Trump van significante omvang. Zo stelt de Californische gouverneur Jerry Brown dat immigranten, milieumaatregelen en gezondheidszorg veilig zijn in Californië. Brown beweert dat de staat niet bang is om haar economische, culturele en politieke macht - onder meer verworven door de oliesector, Hollywood en de Californische tech-elite aan te wenden. Het verzet in Californië draait in grote mate rond sanctuary cities of "vrijplaats-steden" zoals Los Angeles en San Francisco waar de lokale overheid niet in naam van de federale overheid zal optreden tegen 'ongedocumenteerden'. Vluchtelingen en migranten zonder verblijfspapieren zijn er met andere woorden (relatief) veilig. Deze tendens was er echter al tijdens het beleid van president Barack Obama, waar illegalen reeds in groten getale werden uitgezet. De stad San Francisco stapte meteen naar de rechter toen president Trump bekend maakte dat hij de uitzettingen verder wil opschroeven, de grens met Mexico hermetisch wil sluiten en de toevluchtsoorden in Californië financieel wil straffen door het inhouden van federaal geld. Hieruit blijkt dat het verzet tegen Trump ook wrijving geeft tussen het statelijke en het federale niveau. Gouverneur Brown benoemt deze wrijving in een toespraak tegen klimaatwetenschappers zelfs als een strijd: "wij hebben de wetenschappers, de universiteiten en de politieke invloed voor deze strijd. Wij zullen winnen".
Een spraakmakend criticus is de Republikeinse politiek strateeg en commentator Ana Navarro, die regelmatig een podium krijgt op CNN, CBS en andere media. Zij richt haar pijlen vooral op Trumps botte stijl, het veronachtzamen van zijn voorbeeldfunctie en van de rol van verenigende vertegenwoordiger van alle Amerikanen, zijn rancuneuze persoonlijke aanvallen, enzovoort. Haar partijgenoten in het Congres daagt zij herhaaldelijk uit om de president niet alleen in woord, maar ook in daad te confronteren.
Hillary Clinton, de democratische tegenkandidaat van Trump tijdens de presidentsverkiezingen in 2016, kondigde in mei 2017 haar politieke wederopstanding aan. Deze comeback zou in het teken van verzet ten aanzien van Trump staan. Zo liet Clinton weten dat ze een politieke beweging zou oprichten waarbij kapitaalkrachtige tegenstanders van Trump samengebracht worden om de agenda van de president en zijn partij zoveel mogelijk te blokkeren. Deze beweging zal waarschijnlijk "Onward Together" (vertaling: "Samen Verder") heten.
In het najaar van 2017 ontwikkelden de Republikeinse senatoren Bob Corker en Jeff Flake zich meer en meer tot spraakmakende critici van de regeerstijl van president Donald Trump. Beiden hebben het besluit genomen zich niet herkiesbaar te stellen voor de Senaatsverkiezing in 2018. Ook de Republikeinse senator John McCain stak op enkele momenten zijn kritiek niet onder stoelen of banken.

## Bedrijfswereld
Het merendeel van de bedrijfswereld reageert kritisch ten aanzien van Trumps beleid. Dit is logisch, aangezien de nadruk op zelfvoorziening en isolationisme waarschijnlijk nadelig zullen zijn voor de omzet van grote transnationale corporaties. Zulke bedrijven hebben baat bij een opengrenzenbeleid, hetgeen Trump juist poogt te beperken. Zo was een centrale pijler van zijn politieke campagne het bouwen van een muur tussen Mexico en de Verenigde Staten. Bedrijven als Goldman Sachs, Citigroup, JP Morgan, Google, Apple en Microsoft verklaarden publiek dat het invoeren van de beoogde immigratiemaatregelen problematisch zou zijn voor de werking van hun bedrijven. Amazon en Expedia steunden de aangifte van de staat Washington tegen het inreisverbod.
Bovendien kan het voor bedrijven marketinggewijs interessant zijn om zich te profileren via een kritische houding ten aanzien van president Trump, in een poging om kosmopolitische segmenten van de consumentenbasis aan te spreken. Het modebedrijf Diesel verwijst in een reclameboodschap bijvoorbeeld expliciet naar Trump met de slogan "make love, not walls".
Initiatieven zoals Grab your wallet roepen op tot het boycotten van bedrijven die Trump direct of indirect steunen. Zo werd de kledinglijn van Ivanka Trump, dochter van president Trump, niet langer aangeboden door Shoes.com, Shopstyle en Nordstrom.

## Burgers

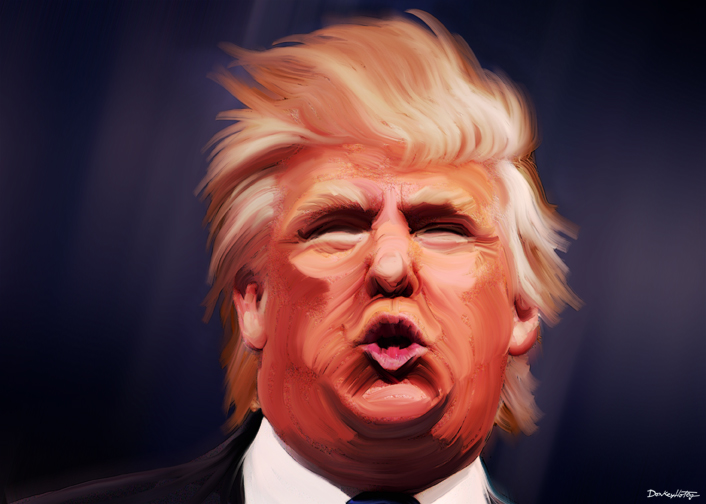
Een spotprent van president Trump

Burgers over de hele wereld verenigen zich eveneens tegen Trump. Zo worden er veel massaprotesten georganiseerd, gericht tegen hem en zijn beleid. Het verzet clustert zich rond vrouwenbewegingen, milieuorganisaties en organisaties die zich inzetten voor LGBT-rechten. Ook vormen president Trump en zijn uitspraken vaak het mikpunt van spot op sociale media. Daarin staan zaken zoals zijn politieke overtuigingen, zijn uiterlijk of bedenkelijke relaties met Steve Bannon - centraal figuur bij Breitbart - centraal. Ook uitspraken zoals "You can just grab them by the pussy" en zijn gelijkenissen met autoritaire figuren zoals de Turkse president Recep Erdogan en de Russische president Vladimir Poetin worden vaak aangehaald door cartoonisten en comedians.

### Massaprotesten

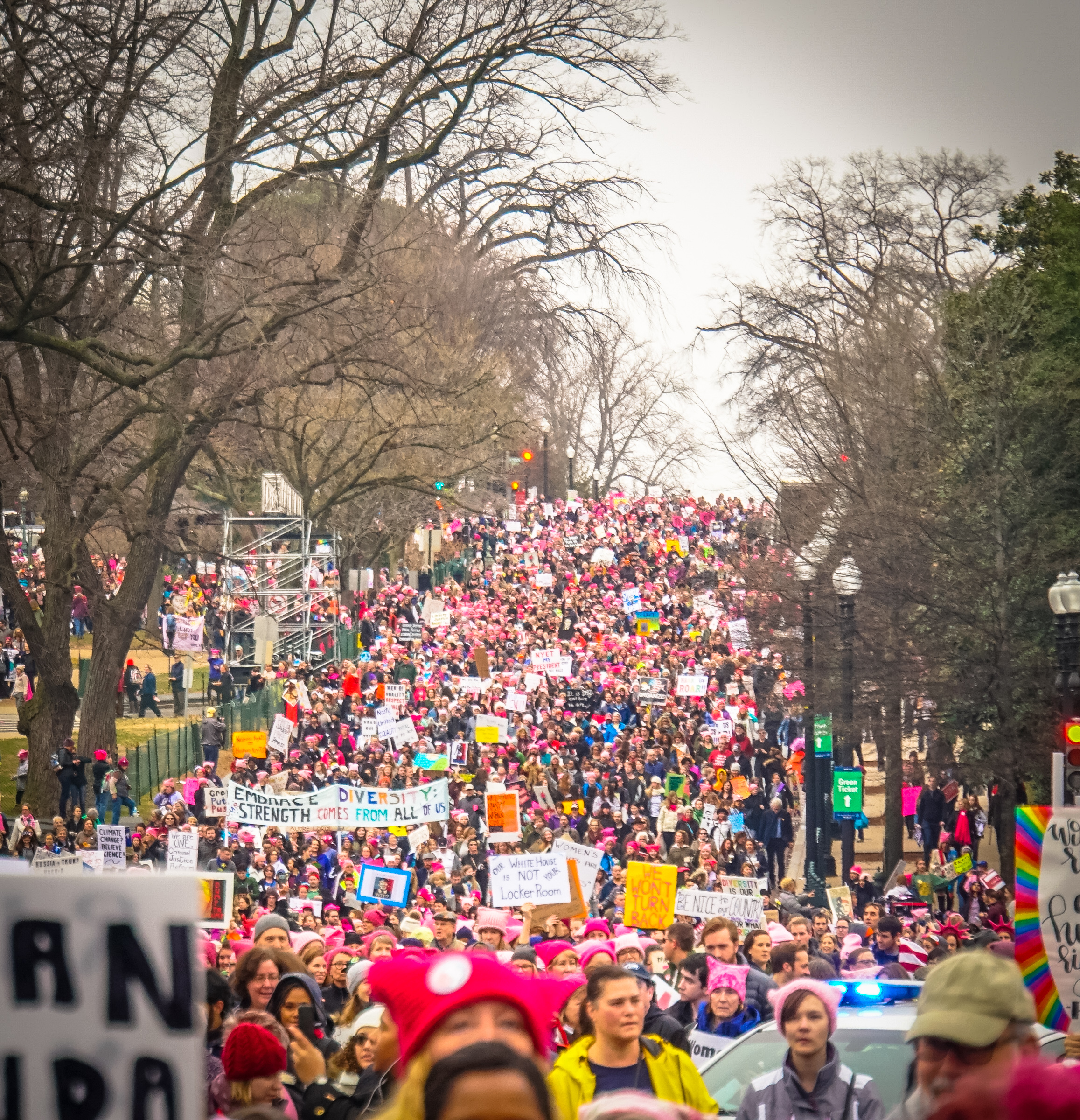
Women's March 2017 in Washington D.C., waarbij geprotesteerd wordt tegen seksistische uitspraken van Donald Trump

Het organiseren van massaprotesten is een zichtbare manier om als civil society verzet te tonen. Protesten tegen Donald Trump vonden sinds het aanvatten van de presidentiële campagne van Trump dan ook plaats in zowel de Verenigde Staten als elders. De protestleden drukken hun afkeer uit voor de retoriek van Trump, zijn electorale overwinning, zijn inauguratie als president van de VS en verschillende presidentiële acties. De protesten nemen verschillende vormen aan, gaande van walk-outs en petities tot massale marsen en demonstraties. Hoewel de meeste protesten vreedzaam verlopen, hebben sommige mensen Trumpsupporters aangevallen en bezit vernietigd.
Georganiseerde protesten tegen Trump piekten in de Verenigde Staten kort na zijn inauguratie. Zo protesteerden miljoenen Amerikanen op 21 januari 2017 tijdens de Women's March 2017, hetgeen dit het grootste eendaagse protest maakte in de geschiedenis van de Verenigde Staten. Deze mars werd wereldwijd gevolgd door gelijkaardige protestmarsen. Aanleiding voor de Women's March waren uitspraken van president Trump die als seksistisch en vrouwonvriendelijk werden betiteld.
Duizenden mensen protesteerden daarnaast op luchthavens in onder andere New York, Los Angeles en Chicago na de beslissing van Trump op 27 januari 2017 om een inreisverbod voor zeven moslimlanden op te starten. Amerikaanse organisaties zoals American Civil Liberties Union en National Immigration Law Center dienden klacht in tegen het inreisverbod. Tijdens de protesten kondigde een federale rechter op 3 februari een tijdelijke stop op de ban, waarbij het reizen voor vluchtelingen en mensen uit de desbetreffende landen kon worden hervat. Trump vaardigde op 6 maart een nieuw decreet uit, maar ook dit besluit werd door de rechtspraak ongrondwettelijk verklaard.

### Culturele elite
Veel bekende figuren zijn zeer openlijk anti-Trump. Zo werd het hoge aantal artiesten dat weigerde om op te treden op de inauguratie van Trump wereldnieuws. Onder andere Moby, Elton John, Celine Dion en rockband Kiss weigerden. Enkelen deden dit uit persoonlijke overtuiging, zoals Elton John bijvoorbeeld, die stelde dat hij in geen miljoen jaar republikein zou zijn. Ook kregen artiesten veel kritiek van fans, die zelfs dreigden om concerten te boycotten. Ook Madonna en Katy Perry spraken zich openlijk uit tegen Trump.

### Academische wereld

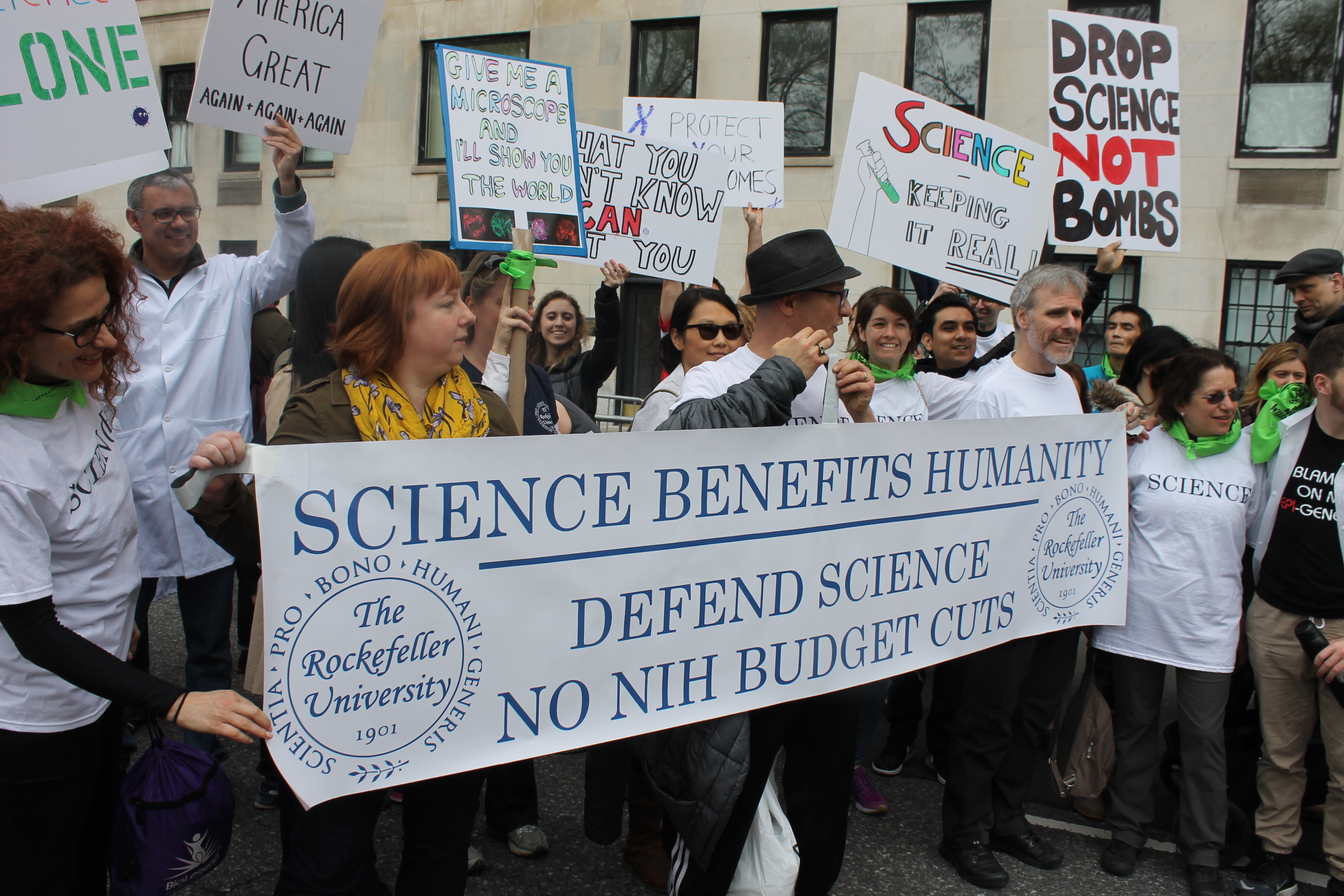
Een March for Science op Earth Day, waarbij onder meer geprotesteerd wordt tegen het klimaatbeleid van Trump en tegen besparingen op universitair onderzoek

President Trump wordt vaak aangehaald als een voorbeeld van post-truth politics. Deze term impliceert dat wetenschappelijke bevindingen van secundair belang zijn om als politicus de boventoon te voeren. Inspelen op emoties van de publieke opinie - zoals bijvoorbeeld frustraties en onbegrip - en persoonlijke overtuigingen van de politicus zijn de centrale kernelementen bij post-truth politics. Dit leidt binnen de academische wereld tot veel protest. Zo werden er wereldwijd 600 Marches for Science gehouden, waarbij men opkomt in het belang van de wetenschappelijke integriteit. Deze marsen werden niet toevallig op 22 april gehouden, de dag van de Aarde. Deze marsen vonden ook plaats in steden in België en Nederland.